# Финве
Финве (квен. Finwë) је у књигама Џ. Р. Р. Толкина краљ нолдорских Вилењака које је повео на пут од Кујвијенена у Валинор. Финве је имао две жене. Прва је била Миријела, која је умрла родивши њиховог сина Феанора. Његова друга жена је била Индис, ванјарска принцеза, са којом је имао два сина: Финголфина и Финарфина, и две ћерке: Финдис и Ириме. Када је Феанор протеран из Тириона, Финве је изабрао да оде са њим и заједно су се настанили у Форменосу. Убио га је Мелкор када је дошао у Форменос да украде Силмариле.